# Лоуренс (округ, Теннессі)
Шаблон:StateAbbr_ 35°13′ пн. ш. 87°23′ зх. д. / 35.22° пн. ш. 87.39° зх. д.
Округ  Лоуренс (англ. Lawrence County) — округ (графство) у штаті  Теннессі, США. Ідентифікатор округу 47099.

## Історія
Округ утворений 1817 року.

## Демографія
За даними перепису 2000 року загальне населення округу становило 39926 осіб, зокрема міського населення було 10157, а сільського — 29769. Серед мешканців округу чоловіків було 19380, а жінок — 20546. В окрузі було 15480 домогосподарств, 11369 родин, які мешкали в 16821 будинках. Середній розмір родини становив 3,02.
Віковий розподіл населення поданий у таблиці:
| Стать    | До 15 років | 15-21 | 22-29 | 30-39 | 40-49 | 50-65 | 65-85 | Понад 85 |
| -------- | ----------- | ----- | ----- | ----- | ----- | ----- | ----- | -------- |
| Чоловіки | 4498        | 1911  | 1897  | 2974  | 2666  | 3180  | 2075  | 179      |
| Жінки    | 4215        | 1846  | 1926  | 2939  | 2742  | 3395  | 3015  | 468      |

## Суміжні округи
- Льюїс — північ
- Морі — північний схід
- Джайлс — схід
- Лодердейл, Алабама — південь
- Вейн — захід

## Виноски
1. ↑  U.S. Decennial Census. United States Census Bureau. Архів оригіналу за 12 травня 2015. Процитовано 7 квітня 2015.
2. ↑  Historical Census Browser. University of Virginia Library. Архів оригіналу за 16 серпня 2012. Процитовано 7 квітня 2015.
3. ↑  Forstall, Richard L., ред. (27 березня 1995). Population of Counties by Decennial Census: 1900 to 1990. United States Census Bureau. Архів оригіналу за 21 лютого 2015. Процитовано 7 квітня 2015.
4. ↑  Census 2000 PHC-T-4. Ranking Tables for Counties: 1990 and 2000 (PDF). United States Census Bureau. 2 квітня 2001. Архів оригіналу (PDF) за 18 грудня 2014. Процитовано 7 квітня 2015.
5. ↑  State & County QuickFacts. United States Census Bureau. Архів оригіналу за 7 червня 2011. Процитовано 3 грудня 2013.(англ.) Наведено за англійською вікіпедією.
6. ↑  American FactFinder. Бюро перепису населення США. Архів оригіналу за 26 лютого 2012. Процитовано 31 січня 2008.

| США | Це незавершена стаття з географії США. Ви можете допомогти проєкту, виправивши або дописавши її. |